# 御殿山峠
御殿山峠（ごてんやまとうげ）は、滋賀県甲賀市甲南町柑子と三重県伊賀市内保を結ぶ峠。水口、甲南と伊賀を結ぶ。内保峠、打保越、磯尾越、焼尾越、伊賀街道とも呼ぶ。近江輿地志略に伊賀路と書かれた四道のうちの一つ。江戸時代に殿様や旅人が休憩するところがあったので御殿山峠という。標高260メートル。
かつては一本松があったが、枯れてしまった。松の木の根元に金毘羅と刻まれた小さな石碑があり、旅人たちの安全を見守っている。
1473年（文明5年）5月、一条兼良が美濃から帰る途中で、この道を通って甲賀から伊賀へ抜けたことが「ふじ河の記」に記されている。

## 近くの名所
- 明王寺 - 峠近くに「いせ道 ふどう道」「甲賀郡第廿三番明王寺」と書かれた道標が立ち、そこから東海自然歩道を通って行ける。